# Garruchos
Garruchos là một đô thị thuộc bang Rio Grande do Sul, Brasil. Đô thị này có diện tích 799,849 km², dân số năm 2007 là 3457 người, mật độ 4,32 người/km².